# Конюшина луската
{{#ifeq:0|0|{{#if:|{{#if:Trifoliumsquamosum|[[]}}|}}}}
Конюшина лускова (Trifolium squamosum L.) — вид рослин родини бобові (Fabaceae).

## Опис
Однорічна трав'яниста рослина, ± волохата. Стебла 4-60 см, прямостоячі, висхідні або сланкі досить рідко. Листки чергові. Черешки до 70 мм; листочки 8-25 (-30) мм, обернено-яйцеподібні або довгасті, цільні або злегка зазубрені. Суцвіття 10-15 мм в діаметрі, яйцеподібні. Віночок 6-8.5 мм, рожевий. Цвіте з березня по червень. Насіння (1.4) 1.6-2.2 мм, гладке, жовтуватого кольору.

## Поширення
Поширення: Північна Африка: Алжир; Лівія; Марокко; Туніс. Західна Азія: Іран; Ліван; Сирія; Туреччина. Кавказ: Азербайджан. Європа: Велика Британія; Німеччина; Угорщина; Польща; Швейцарія; Україна [вкл. Крим]; Албанія; Колишня Югославія; Греція [вкл. Крит]; Італія [вкл. Сардинія, Сицилія]; Румунія; Франція [вкл. Корсика]; Португалія [вкл. Мадейра]; Гібралтар; Іспанія [вкл. Балеарські острови]. Населяє затоплені луки, часто засолені ґрунти; 0-1000 м.